# Прокоф'єв Андрій Олександрович
Андрій Олександрович Прокоф'єв (нар. 18 вересня 1973, Харків — пом. 31 жовтня 2014) — український політик. У 2010 році обраний депутатом Полтавський обласної ради VI скликання за списком ВО «Батьківщина», входив до складу міжфракційної депутатської групи «Народна Рада», працював у постійній комісії з питань екології та раціонального природокористування.

## Освіта
Закінчив школу із золотою медаллю, навчання у Харківському медичному училищі, отримавши фах фельдшера. Працював у Харківській дитячій лікарні № 10, Харківському інституті терапії, де він здобув вищу медичну освіту. Завідував медпунктом заводу «Елеватормлінмаш». У 2001 році здобув другу вищу (юридичну) освіту в Харківському педагогічному університеті ім. Сковороди. Пізніше закінчив Інститут післядипломної підготовки водного господарства та отримав спеціальність економіста. З 2000 року обіймав посади комерційного директора ТОВ «ПЕКО», юрисконсульта молодіжного фонду «Прогрес», заступника директора благодійного фонду «Страж».
З 2006 року працював керуючим справами Ліберальної партії України, заступником голови облорганізації ВО «Батьківщина» в Полтавській області. У 2012 році перейшов на роботу до Апарату Верховної Ради України помічником-консультантом народного депутата.
На позачергових виборах до Верховної Ради України 2014 року був обраний народним депутатом України за списком політичної партії «Народний фронт», № 62 у виборчому списку.